# Barleria meeuseana
Barleria meeuseana är en akantusväxtart som beskrevs av P. G. Meyer. Barleria meeuseana ingår i släktet Barleria och familjen akantusväxter. Inga underarter finns listade i Catalogue of Life.